# Vaccinium reticulatum
Vaccinium reticulatum är en ljungväxtart som beskrevs av James Edward Smith. Vaccinium reticulatum ingår i Blåbärssläktet, och familjen ljungväxter. Inga underarter finns listade i Catalogue of Life.

## Bildgalleri

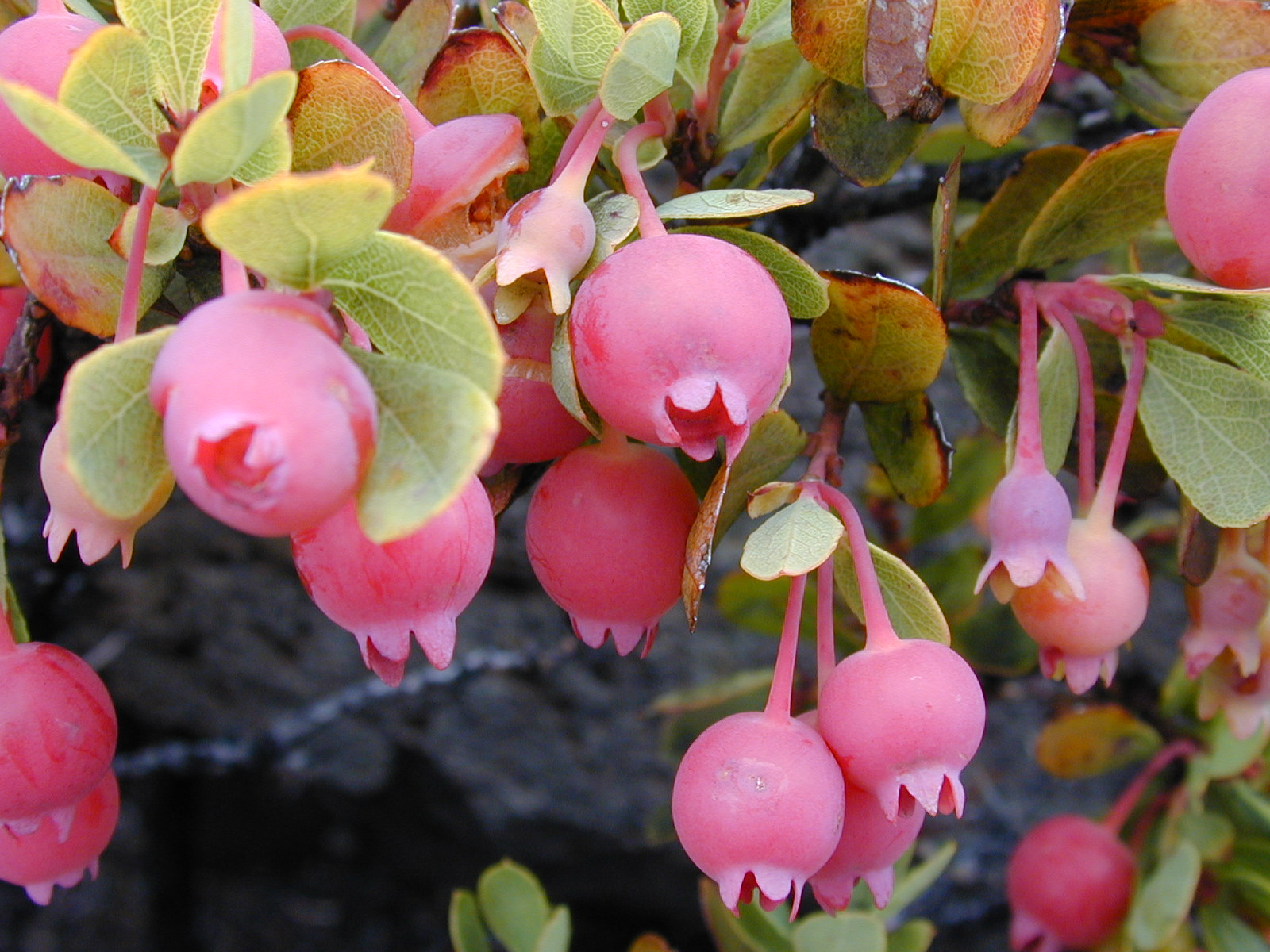